# Anne Cathrine Bomann
 Denne artikel bør gennemlæses af en person med fagkendskab for at sikre den faglige korrekthed.

Anne Cathrine Bomann (født 20. august 1983 i Hillerød) er en dansk forfatter, psykolog og tidligere dansk mester i bordtennis.
2019 modtog Bomann litteraturprisen Scrivere per Amore for "Agathe".